# Creu de terme (Castellserà)
La Creu de terme és una obra de Castellserà (Urgell) declarada bé cultural d'interès nacional.

## Descripció
És una creu de terme sostinguda amb un peu vuitavat llis en decoració i encaixonat per una alta base esglaonada. El nus de la creu és allargassat, octogonal caracteritzat per una base amb cares de monstres fantàstics flanquejant a quatre escuts.

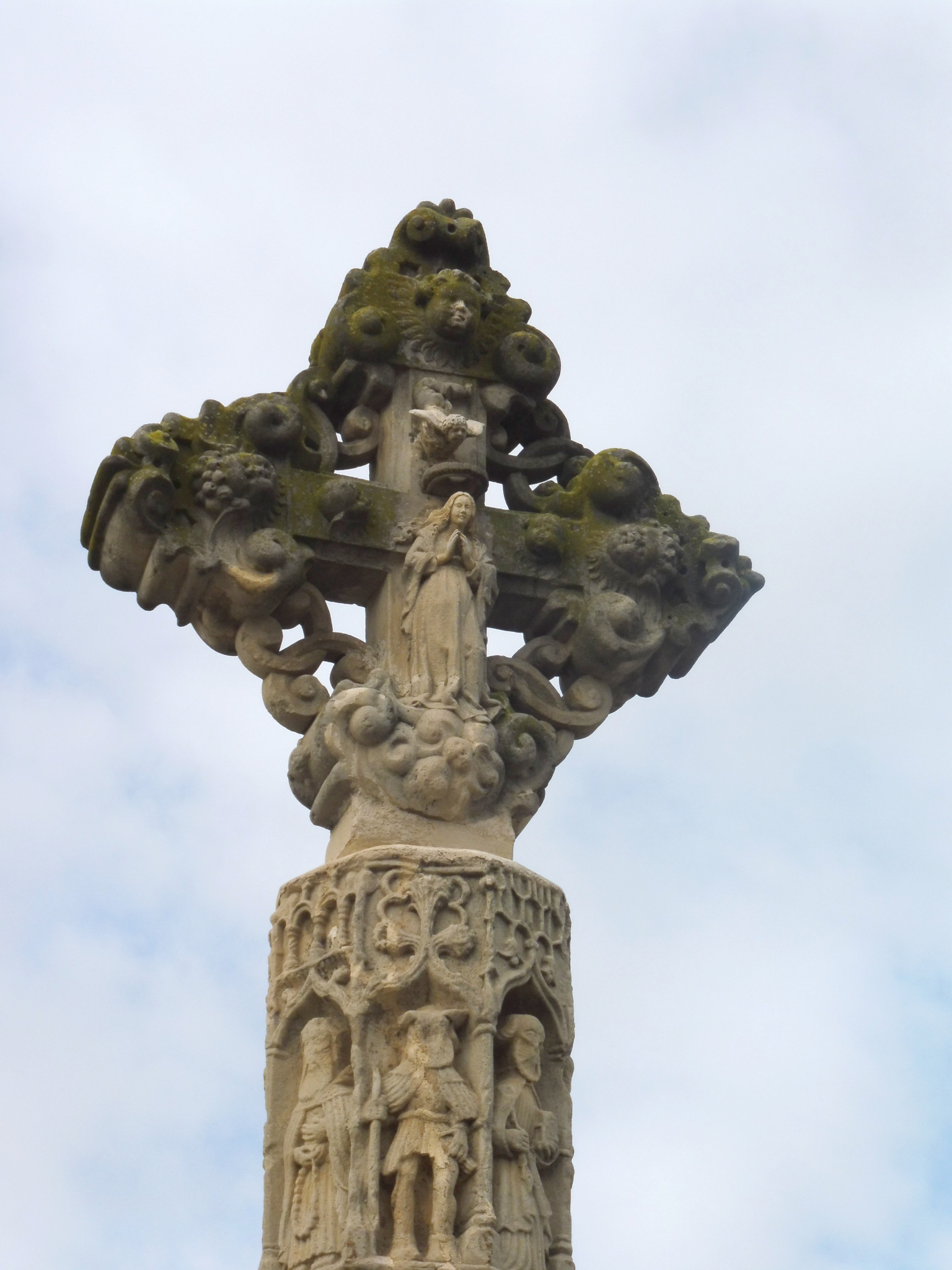
Revers de la creu

 Aquest nus està compost per una sèrie d'evangelistes i sants incorporats dins d'arcs apuntats. Cada sant porta el seu atribut identificatiu. La creu, en la part davantera hi ha Crist Crucificat i en el revers la Verge. En els quatre braços hi ha decoració motllurada acabada en volutes. A cada extrem hi ha quatre caps d'àngel sobresortint en la part de la Verge. En la part de Crist hi ha palmetes o fulles d'acant excepte en la part inferior on s'hi veu una calavera. Entre braç i braç hi ha una decoració de tiges entrellaçades que fan de punt d'unió entre aquests.

## Història
Antigament la creu de terme estava ubicada al davant de Cal Toret, a l'avinguda Catalunya. Es trobava en sortir del Portal Nou. Durant la Guerra Civil de 1936, la creu es desmantellà i es guardà, desfeta en trossos, en el corral de Cal Toret (antigament Cal Perdiu). Amb motiu de la Santa Missió de l'any 1949, fou restaurada per l'ajuntament i col·locada per l'actual emplaçament.